# Renato Civelli
Renato Civelli (n. 14 octombrie 1983, Pehuajó, Argentina) este un fotbalist care joacă pentru clubul Club Atlético Banfield.